# 99式戦車
99式戦車（99しきせんしゃ 中: 99式主战坦克、英: ZTZ-99/WZ-123B）は、中国が開発した第3世代主力戦車で、後述の発展型である99A式戦車と合わせて約1,200輌生産されている。

## 概要

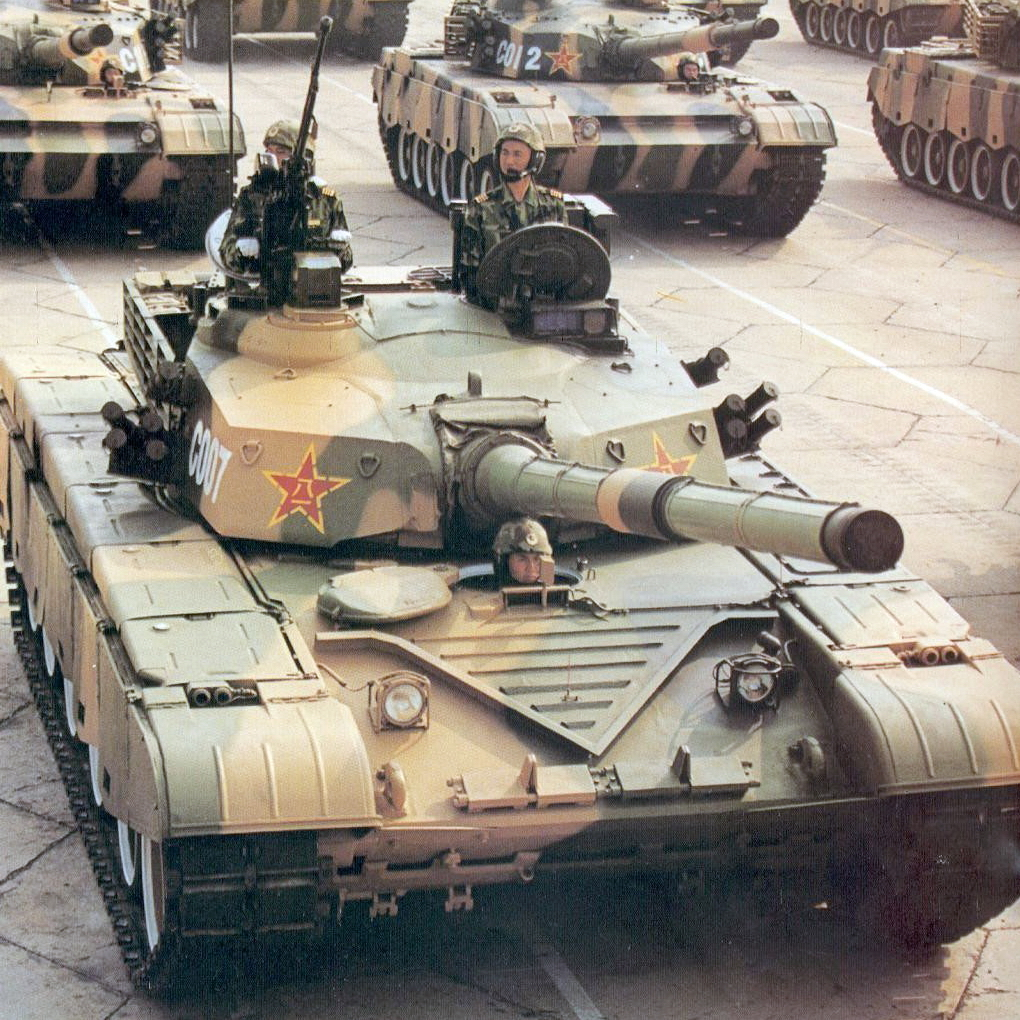
98式戦車(9910戦車).

98式戦車（9910戦車）の名称を、98式が1999年の建国50周年軍事パレードに参加したことを記念して、99式戦車（ZTZ-99）に改称したもの。98式は、軍事パレードの時点では完全な実用段階に達しておらず、射撃管制装置や照準装置に不具合があったとされる。実質的には98式は99式の基となった戦車である。
欧州の技術が多く取り込まれ、独自開発のレーザー誘導兵器およびレーザー検知式アクティブ防護システムも導入するなど従来の中国人民解放軍の戦車とは異なるユニークなものとなった。そのため、1輌あたりの価格も高価となり、現状では廉価モデルである96式戦車とのハイ・ローミックスの形で配備が進んでいる。
本車の特徴であるアクティブ防護システム（JD-3）は、98式戦車の物を引き継いでいる。
2001年にノリンコが開発を公表したもので、本車の生産は内モンゴル自治区の617工場で2000年から開始され、2001年中に約40輌が配備された。

## 特徴
99式戦車は実質的に98式戦車の改良型であるが、砲塔にはレオパルト2A6のような楔型の増加装甲が取り付けられており、この増加装甲は爆発反応装甲と複合装甲を組み合わせた装甲の一種とされる。

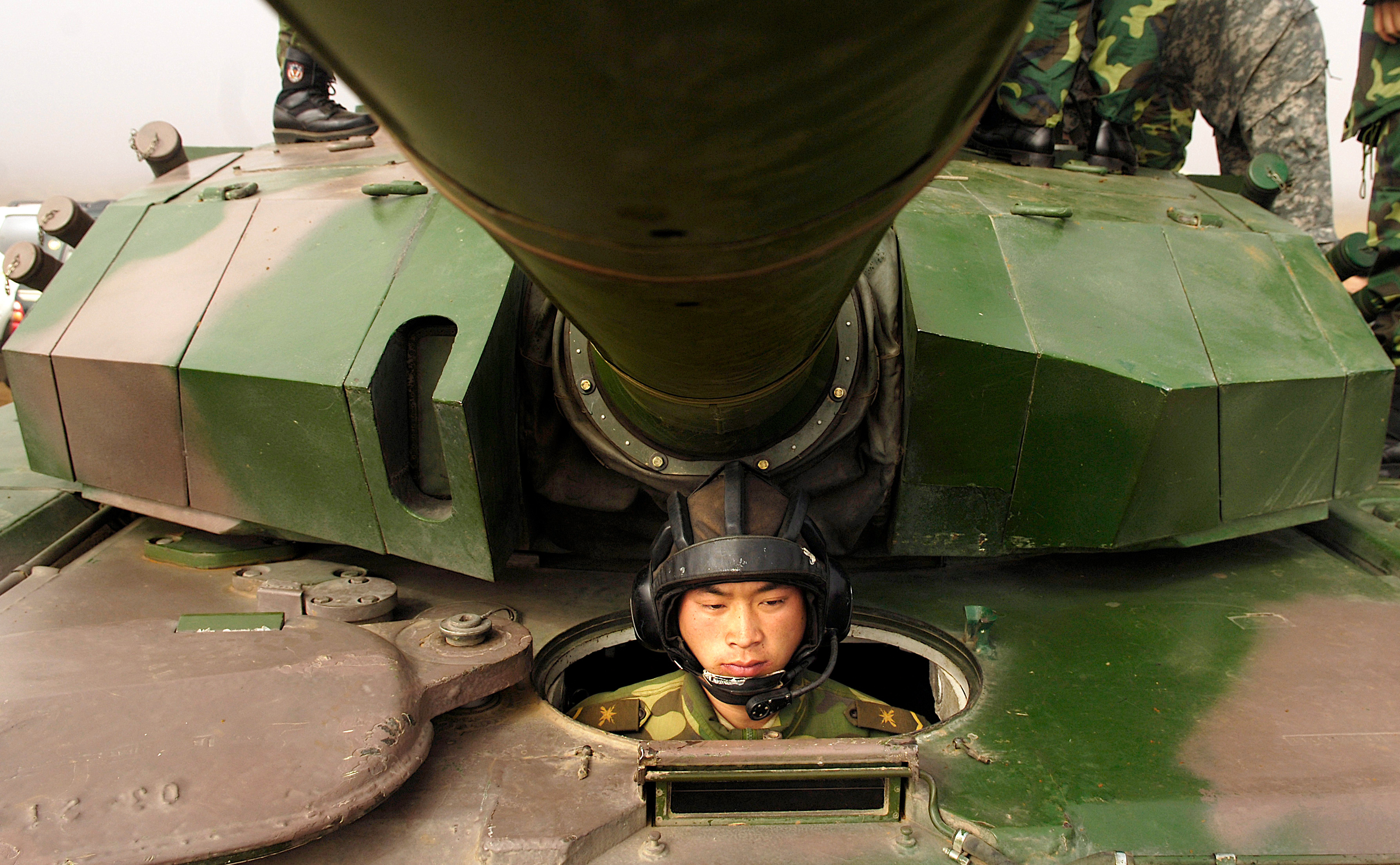
砲塔正面および操縦席部

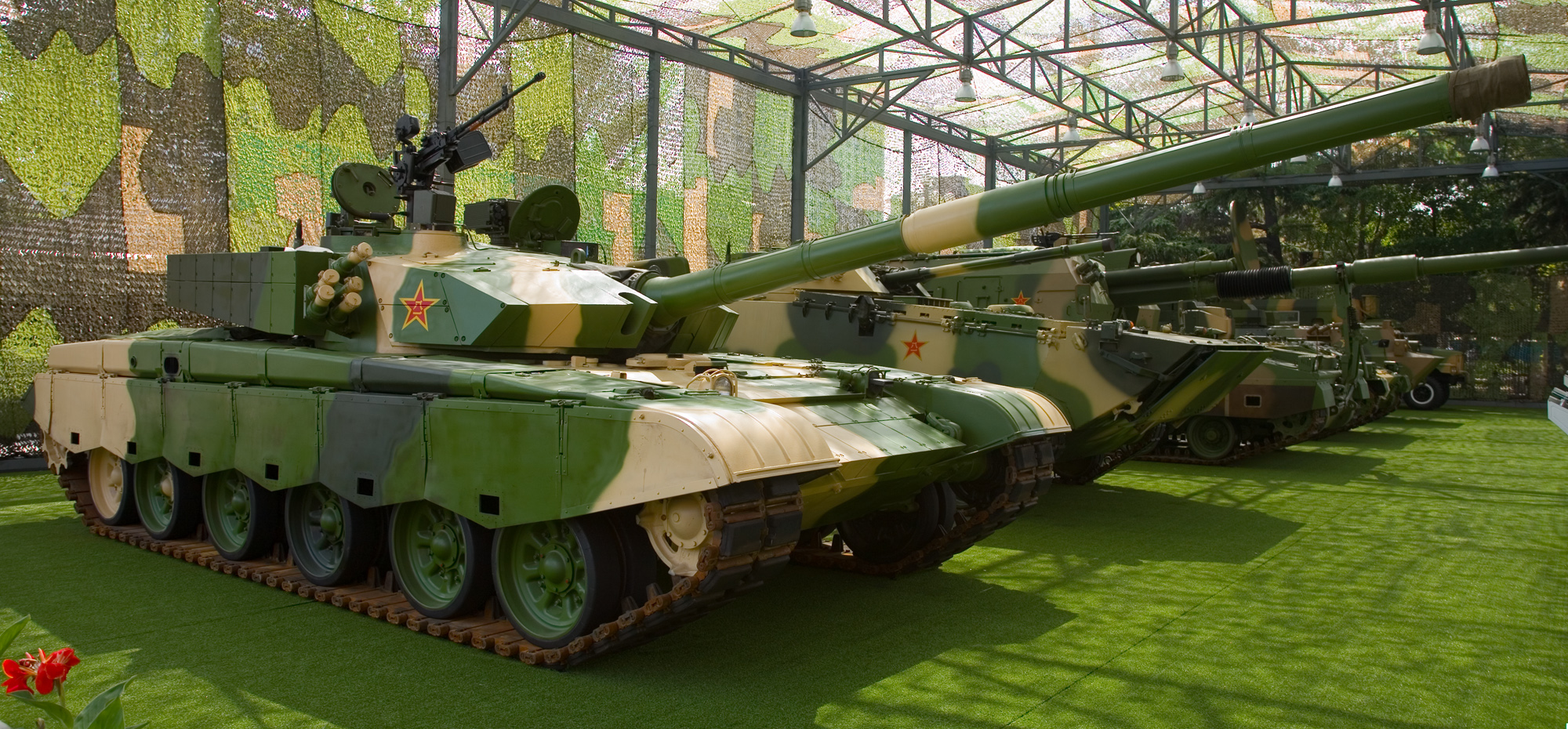
ZTZ-99

砲塔側面にも爆発反応装甲が装着され、HEAT弾への防御能力を向上させている。車体や砲塔各部に装着された爆発反応装甲は、山西省の中北大学で開発されたFY-4/FY-5 爆発反応装甲（FYは中国語の「反応（FanYing）」の略だと思われる）と見られている。FY-4/FY-5は中国第二世代の爆発反応装甲で、対成形炸薬弾換算で400mm以上の防御力を有し、HEAT弾だけでなく運動エネルギー弾に対する防御能力も兼ね備えているとしている。増加装甲と併せて、前部装甲の防御力は対HEATで1,000-1,200mmの均質鋼板に相当し、爆発反応装甲の搭載だけで重量が約700kg増加したとする。
99式には、増加装甲の装着方式が異なるいくつかのタイプが存在する。最近確認されたタイプでは、砲塔の増加装甲の装着形状が変更され、上から見ると砲塔前方に絞り込まれる様になっており、楔形装甲の傾斜角も強められている。砲塔側面の籠状ラックは砲塔後部まで延長され、ラック側面に装着された爆発反応装甲の数も増加している。車体前面の爆発反応装甲の形状も若干異なる。このタイプの増加装甲の取付け方は、96式戦車の装甲強化型である96G式戦車の装着方法と類似しており、共通の増加装甲を採用したことが推測される。
T-72をベースに開発が行われたこともあり、主砲口径は同じく50口径125mm滑腔砲である。その命中精度については98式戦車や90-II式戦車の項などを参照されたいが、実際に行われた射撃試験では2,000m離れた機動目標（人間が遠隔操作）に対して46発の発射試験を行い、次弾命中率100%の精度であった。又、ソ連製の主砲発射型対戦車ミサイルである9M119 レフレークス対戦車ミサイルも使用可能となっている。
98式戦車に比べ、99A式戦車の搭載するエンジンは改良型の150HB-2（1,500hp）ディーゼルエンジンに換装され、最高速度も80km/hに向上している。

### アクティブ防護システム
本車の最大の特徴は、JD-3と呼ばれる中国軍独自のアクティブ防護システム（Active Protection System）である「アクティブ・レーザー防御システム」を、砲塔上面左側砲手用ハッチ後方に搭載している事である。これは、ロシアのTShU-1-7 シュトーラ1のような対赤外線防御装置では、対応できる脅威が赤外線利用の兵器だけに限られてしまうために開発されたもので、敵車輌や対戦車ミサイル発射機や対戦車ヘリコプターなどからの測距/照準レーザーを検知して警告を発し、敵のレーザー測距儀/照準器などに対して攪乱レーザーを発する事で攻撃を防ぐシステムである。
JD-3は攪乱だけでなく、無線封鎖下での僚車との通信、敵兵器の照準装置の破壊・敵搭乗員を失明させることも可能という情報もあるが、確定情報では無く、詳細は不明である。
JD-3の構成は中央部の警戒レーダー部分と左側のレーザー発振器兼レーザー測距儀兼レーザー送受信機と右側の3連装の発射機（ディスチャージャー）からなる。中央部のレーダーは左右に旋回し、その左右に取り付けられたレーザー発振器と発射機は上下に俯仰する。

## 比較表
|          | 99式                                           | 96式                                                    | 88式                                                    | 80式                                                    | 69/79式                                                   | 59式                                |
| -------- | ---------------------------------------------- | ------------------------------------------------------- | ------------------------------------------------------- | ------------------------------------------------------- | --------------------------------------------------------- | ----------------------------------- |
| 画像     |                                                |                                                         |                                                         |                                                         |                                                           |                                     |
| 世代     | 第3世代                                        | 第2.5世代                                               | 第2世代                                                 | 第2世代                                                 | 第1世代                                                   | 第1世代                             |
| 全長     | 11 m                                           | 10.65 m                                                 | 9.32 m                                                  | 9.32 m                                                  | 9.22 m                                                    | 9 m                                 |
| 全幅     | 3.4 m                                          | 3.3 m                                                   | 3.37 m                                                  | 3.37 m                                                  | 3.29 m                                                    | 3.27 m                              |
| 全高     | 2.4 m                                          | 2.3 m                                                   | 2.29 m                                                  | 2.29 m                                                  | 2.8 m                                                     | 3.27 m                              |
| 重量     | 54 t（99A式）                                  | 42.5 t                                                  | 38.5 t                                                  | 38 t                                                    | 36.5 / 37.5                                               | 36 t                                |
| 主砲     | 48口径125mm滑腔砲                              | 48口径125mm滑腔砲                                       | 51口径105mmライフル砲                                   | 51口径105mmライフル砲                                   | 56口径100mmライフル砲 (69式) 51口径105mmライフル砲 (79式) | 56口径100mmライフル砲               |
| 副武装   | 12.7mm重機関銃×1 7.62mm機関銃×1 対戦車ミサイル | 12.7mm重機関銃×1 7.62mm機関銃×1                         | 12.7mm重機関銃×1 7.62mm機関銃×1                         | 12.7mm重機関銃×1 7.62mm機関銃×1                         | 12.7mm重機関銃×1 7.62mm機関銃×1                           | 12.7mm重機関銃×1 7.62mm機関銃×1     |
| 装甲     | 複合+ERA                                       | 複合                                                    | 鋳造・溶接鋼板 (一部複合)                               | 鋳造・溶接鋼板                                          | 鋳造・溶接鋼板                                            | 鋳造・溶接鋼板                      |
| エンジン | 水冷4ストローク V型12気筒ディーゼル            | 液冷4ストローク V型12気筒スーパーチャージド・ディーゼル | 液冷4ストローク V型12気筒スーパーチャージド・ディーゼル | 液冷4ストローク V型12気筒スーパーチャージド・ディーゼル | 水冷4ストローク V型12気筒ディーゼル                       | 水冷4ストローク V型12気筒ディーゼル |
| 最大出力 | 1,200 hp 1,500 hp（A型）                       | 1,000 hp                                                | 730 hp                                                  | 730 hp                                                  | 580 hp                                                    | 520 hp                              |
| 最高速度 | 70 km/h                                        | 65 km/h                                                 | 57 km/h                                                 | 57 km/h                                                 | 50 km/h                                                   | 45 km/h                             |
| 懸架方式 | トーションバー                                 | トーションバー                                          | トーションバー                                          | トーションバー                                          | トーションバー                                            | トーションバー                      |
| 乗員数   | 3名                                            | 3名                                                     | 4名                                                     | 4名                                                     | 4名                                                       | 4名                                 |
| 装填方式 | 自動                                           | 自動                                                    | 手動                                                    | 手動                                                    | 手動                                                      | 手動                                |
| C4I      | 不明                                           | ×                                                       | ×                                                       | ×                                                       | ×                                                         | ×                                   |

|          | ルクレール                        | チャレンジャー2                   | メルカバ Mk 4                                       | 99A式                              |
| -------- | --------------------------------- | --------------------------------- | --------------------------------------------------- | ---------------------------------- |
| 画像     |                                   |                                   |                                                     |                                    |
| 開発形態 | 新規                              | 改修                              | 改修                                                | 改修                               |
| 全長     | 9.87 m                            | 11.55 m                           | 9.04 m                                              | 11 m（推定）                       |
| 全幅     | 3.71 m                            | 3.53 m                            | 3.72 m                                              | 3.70 m（推定）                     |
| 全高     | 2.92 m                            | 3.04 m                            | 2.66 m                                              | 2.35 m（推定）                     |
| 重量     | 約56.5 t                          | 約62.5 t                          | 約65 t                                              | 約55 t（推定）                     |
| 主砲     | 52口径120mm滑腔砲                 | 55口径120mmライフル砲             | 44口径120mm滑腔砲                                   | 50口径125mm滑腔砲                  |
| 副武装   | 12.7mm重機関銃×1 7.62mm機関銃×1   | 7.62mm機関銃×1 7.62mm機関銃×1     | 12.7mm重機関銃×1 7.62mm機銃×2 60mm迫撃砲×1          | 12.7mm重機関銃×1 7.62mm機関銃×1    |
| 装甲     | 複合                              | 複合+爆発反応+増加                | 複合+増加 （外装式モジュール）                      | 複合+爆発反応 （外装式モジュール） |
| エンジン | V型8気筒ディーゼル + ガスタービン | 水冷4サイクル V型12気筒ディーゼル | 液冷4サイクルV型12気筒 ターボチャージド・ディーゼル | 水冷4サイクル V型12気筒ディーゼル  |
| 最大出力 | 1,500 hp/2,500 rpm                | 1,200 hp/2,300 rpm                | 1,500 hp                                            | 1,500 hp/2,450 rpm                 |
| 最高速度 | 72 km/h                           | 59 km/h                           | 64 km/h                                             | 80 km/h                            |
| 乗員数   | 3名                               | 4名                               | 4名                                                 | 3名                                |
| 装填方式 | 自動                              | 手動                              | 手動                                                | 自動                               |
| C4I      | SIT                               | BGBMS                             | BMS                                                 | 搭載（名称不明）                   |

|          | 10式                             | K2                                                  | T-14                                      | M1A2 SEPV2                            | レオパルト2A7                                       |
| -------- | -------------------------------- | --------------------------------------------------- | ----------------------------------------- | ------------------------------------- | --------------------------------------------------- |
| 画像     |                                  |                                                     |                                           |                                       |                                                     |
| 開発形態 | 新規                             | 新規                                                | 新規                                      | 改修                                  | 改修                                                |
| 全長     | 9.42 m                           | 10.8 m                                              | 10.8 m                                    | 9.83 m                                | 10.93 m                                             |
| 全幅     | 3.24 m                           | 3.60 m                                              | 3.50 m                                    | 3.66 m                                | 3.74 m                                              |
| 全高     | 2.30 m                           | 2.40 m                                              | 3.30 m                                    | 2.37 m                                | 3.03 m                                              |
| 重量     | 約44 t                           | 約55 t                                              | 約55 t                                    | 約63.28 t                             | 約67 t                                              |
| 主砲     | 44口径120mm滑腔砲                | 55口径120mm滑腔砲                                   | 56口径125mm滑腔砲                         | 44口径120mm滑腔砲                     | 55口径120mm滑腔砲                                   |
| 副武装   | 12.7mm重機関銃×1 7.62mm機関銃×1  | 12.7mm重機関銃×1 7.62mm機銃×1                       | 12.7mm重機関銃×1 7.62mm機関銃×1           | 12.7mm重機関銃×1 7.62mm機関銃×1 RWS×1 | 7.62mm機関銃×2                                      |
| 装甲     | 複合+増加 （外装式モジュール）   | 複合+爆発反応 （モジュール式）                      | 複合+爆発反応+ケージ （外装式モジュール） | 複合+増加                             | 複合+増加                                           |
| エンジン | 水冷4サイクル V型8気筒ディーゼル | 液冷4サイクルV型12気筒 ターボチャージド・ディーゼル | 空冷ディーゼル                            | ガスタービン                          | 液冷4サイクルV型12気筒 ターボチャージド・ディーゼル |
| 最大出力 | 1,200 ps/2,300 rpm               | 1,500 hp/2,700 rpm                                  | 1,500 hp/2,000 rpm                        | 1,500 hp/3,000 rpm                    | 1,500 ps/2,600 rpm                                  |
| 最高速度 | 70 km/h                          | 70 km/h                                             | 80–90 km/h                                | 67.6 km/h                             | 68 km/h                                             |
| 乗員数   | 3名                              | 3名                                                 | 3名                                       | 4名                                   | 4名                                                 |
| 装填方式 | 自動                             | 自動                                                | 自動                                      | 手動                                  | 手動                                                |
| C4I      | ReCS・10NW                       | B2CS                                                | YeSU TZ                                   | FBCB2                                 | IFIS                                                |

## 発展型

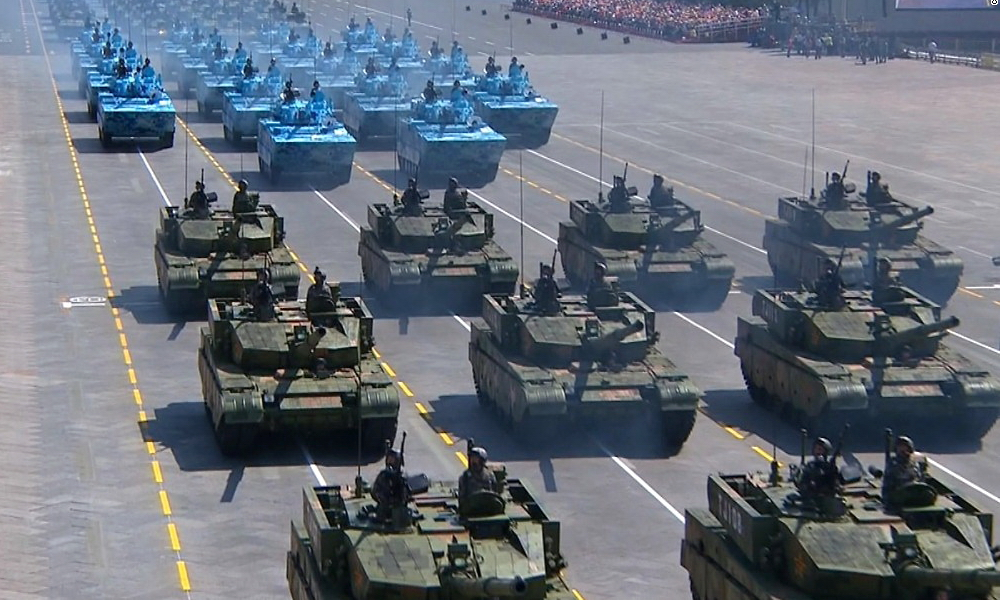
中国人民抗日戦争・世界反ファシズム戦争勝利70周年記念式典でのZTZ-99A

99式（99式改）戦車
99式戦車の改良版。制式名称は99式と同じ「ZTZ-99」のままである。
99A式戦車
0910工程で開発された、99式戦車の改良版。車体は90-II式戦車の設計を参考にしている。90-II式は横置き式でコンパクトなウクライナ製の6TD ディーゼルエンジンを搭載する事で（99式、99G式は縦置き式）、動力部の容積を最小限に抑え、車体長は6.487mと、99式（7.3m）より0.8m近く短くなった。ただし、99A式の車体は90-II式戦車と完全に同一ではなく、1500馬力の新型国産エンジンと新型国産自動変速機CH-1000を搭載するために動力系統を中心として変更も見られる。従来の中国製戦車は機械式変速装置で超信地旋回が不可能で、90-II式だけが全自動変速装置で超信地旋回が可能であったが、99A式も超信地旋回が可能となった。。
主砲の125mm滑腔砲（ZPT-98A）は距離2,000mで800～900mmの均質圧延鋼装甲（RHA）を貫徹することが可能で、砲塔及び車体には爆発反応装甲が隙間無く付けられており、前部装甲の防御力は対APFSDSで1,000mm以上のRHAに相当する。 また、車両間情報システム（IVIS）が新たに搭載されている。これにより、今までよりも多量かつ速やかな車両間の情報伝達が可能になった、また、探知した敵車両および味方部隊の位置・行動データを戦車部隊全体にリアルタイムで配信でき、戦車隊が本部などと情報を共有できる。（IVISは既にアメリカのM1エイブラムスの改修型（M1A2）やフランスのルクレールなど西側第3.5世代戦車でも導入されている）。また、高名な軍事雑誌などでは2009年に配備されるとしている。

## エピソード
海外

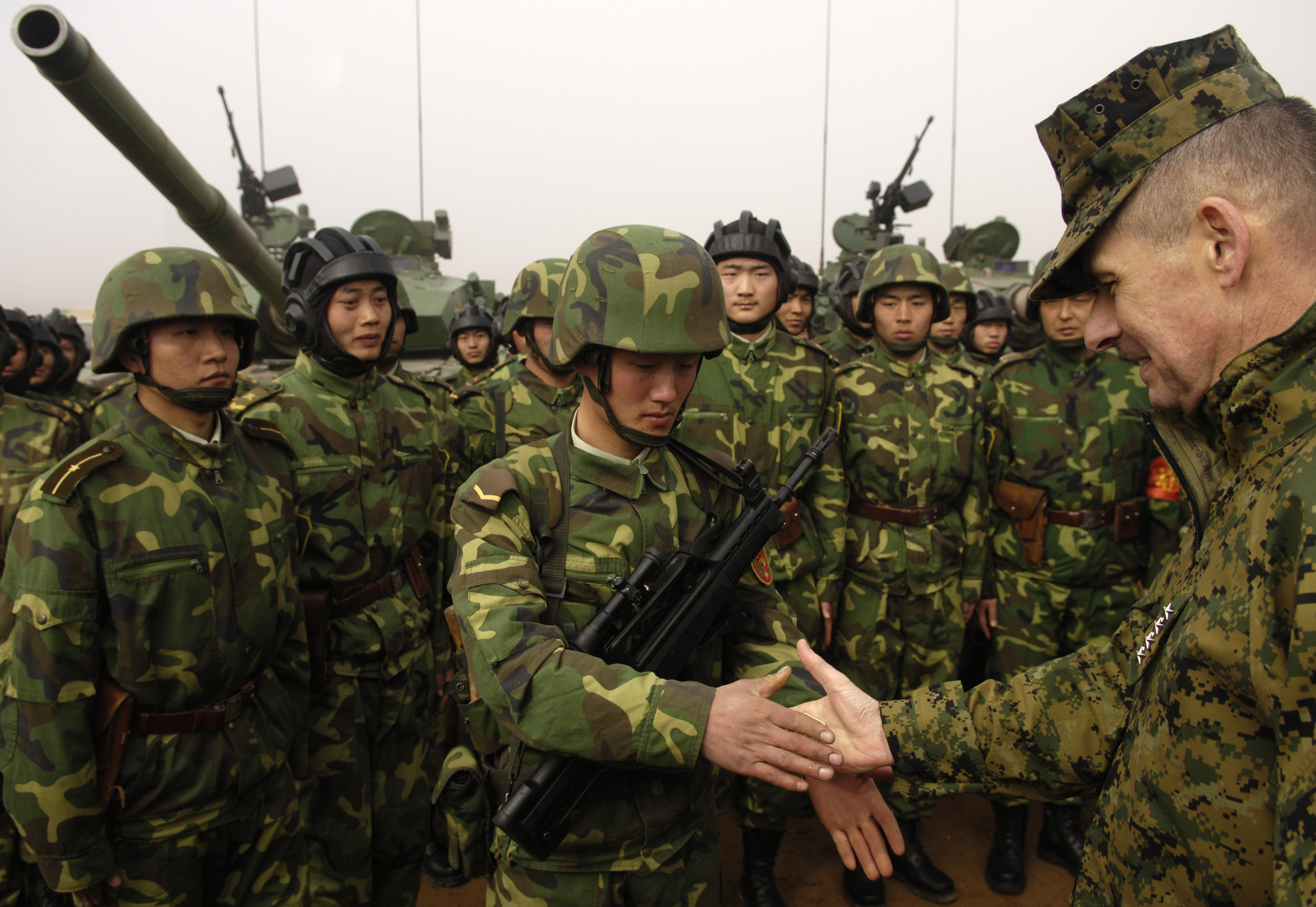
ピーター・ペース大将と99式戦車

- 2007年3月24日にアメリカ軍のピーター・ペース海兵隊大将（当時、2007年9月に退役）が、中国軍の基地を訪れた際、99式戦車の行進間射撃を見学したが、その時99式戦車はAPFSDS弾6発全てを1,400mの距離から目標に命中させた[18]。
- 2008年時点の台湾の報道（新浪軍事）では本車をアジア最強の戦闘力を持つと評価している（この記事が発表された時点では、日本の10式戦車と韓国のK2戦車はまだ制式となっていない）[19]。

## 運用国
中華人民共和国

## 登場作品

### 小説
『日中尖閣戦争』
中国海軍の揚陸艦に搭載され、88式戦車および86式歩兵戦闘車とともに台湾に上陸する。
『中国完全包囲作戦』（文庫名：『中国軍壊滅大作戦』）
ロシア陸軍のT-90、アメリカ陸軍および海兵隊のM1A1/A2エイブラムス、陸上国防軍の90式戦車改と交戦する。

### ゲーム
『HOMEFRONT』
大朝鮮連邦軍が使用するT-99 MBTとして登場する。
『Operation Flashpoint: Dragon Rising』
中国人民解放軍が使用する戦車として登場する。
『バトルフィールド4』
中国軍の主力戦車として登場。キャンペーンではプレイヤーが操縦することもできる。
『マーセナリーズ2 ワールド イン フレームス』
アジアン軍の戦車として「アイアン・マウンテン重戦車」の名称で登場する。作中最強の戦車という位置付けであり、砲弾1発で建物を破壊できる。
『War Thunder』
中国ツリーのランクⅥ中戦車ZTZ‐99Ⅱとして開発可能、また改良型のZTZ‐99Ⅲも実装された。その後、新たにZTZ‐99Aが実装された